# Nicolás de Salm

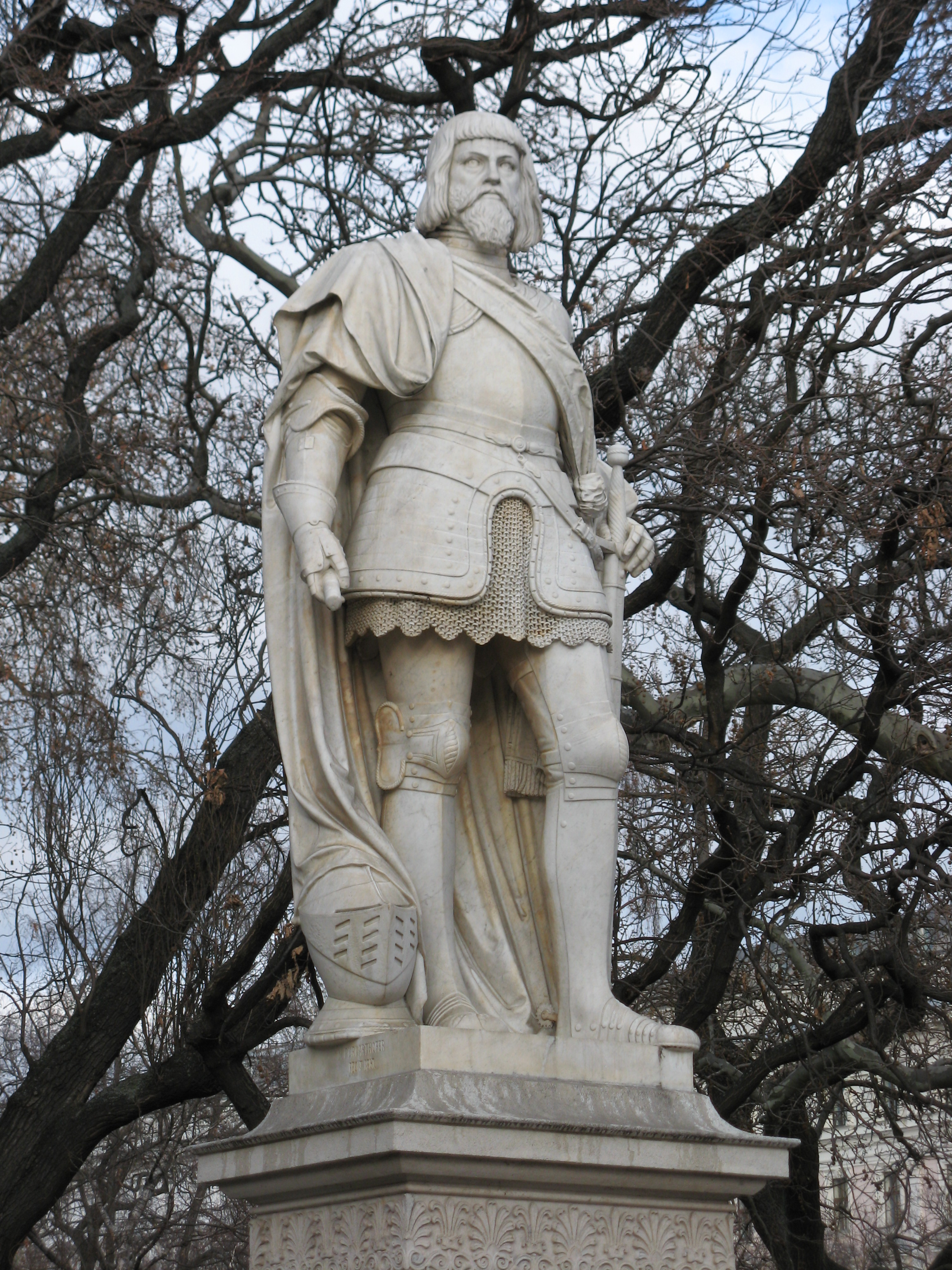
Estatua en el plaza del Rathaus, Viena, Mathias Purkartshofer, escultor, 1867

Nicolás, Conde de Salm (Vielsalm, Bélgica 1459 -  Salmhof, Marchegg, Baja Austria, 4 de mayo de 1530) fue un soldado alemán y un alto comandante militar imperial (en alemán: Feldherr).  Su mayor logro fue la defensa de Viena durante el primer asedio de los turcos en 1529. 

## Vida
A la edad de 17 años en 1476, Nicolás participó en la Batalla de Morat contra Carlos el Temerario. En 1488 luchó en Flandes y fue nombrado coronel imperial tres años después. En 1509 luchó en Italia con Jorge de Frundsberg y conquistó Istria.  
En 1502, se casó con Elisabeth von Rogendorff, y tuvo varios hijos, entre ellos:
- Nicolás II, conde de Salm-Neuburg
- Wolfgang de Salm, obispo de Passau

En la Batalla de Pavía en 1525, Nicolás de Salm jugó un papel fundamental al conseguir apresar al rey Francisco I de Francia. Al año siguiente consiguió diezmar la revuelta de los campesinos en el Condado de Tirol y conquistó Schladming.
En 1529, a sus 70 años, se le pidió que organizara la defensa de Viena durante el primer asedio de los turcos, lo que hizo con éxito demostrando gran habilidad. Durante el asedio, fue herido por una roca que le cayó encima y murió unos meses después a causa de sus heridas.
Su hijo mayor sobreviviente, Nicolás II (1503-1550), lo sucedió como Conde de Salm y propietario del Condado de Neuburg, mientras que su hijo menor sobreviviente, Wolfgang, se convirtió en Príncipe-Obispo de Passau. Su bisnieta Christine von Salm se convirtió en el antepasado de la Casa Imperial de Habsburgo-Lorena.

## Honores

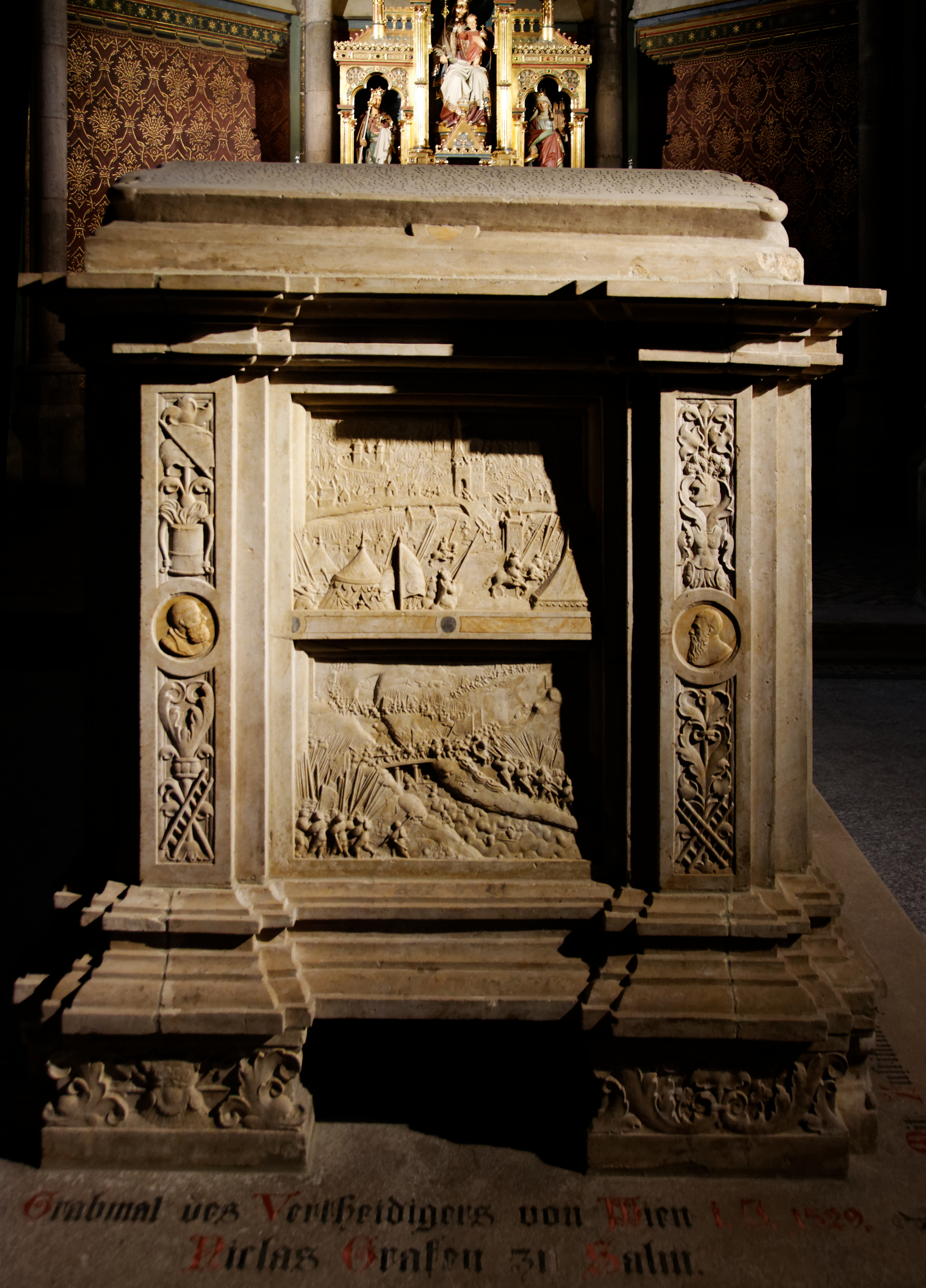
La tumba del Conde Nicolás de Salm en la Iglesia Votiva de Viena

Fue nombrado Caballero de la Orden del Toisón de Oro.
En 1862, la Salmgasse en Vienna-Landstrasse (tercer distrito) recibió su nombre.
Mediante la resolución imperial de Francisco José I de Austria, desde el 28 de febrero de 1863 Nicolás de Salm fue incluido en la lista de ''Los señores de la guerra y los generales más famosos de Austria dignos de emulación perpetua''

La escultura de su tumba, realizada por Loy Hering, todavía se puede ver en la Iglesia Votiva de Viena.  Originalmente estaba en la Dorotheerkirche y, desde 1790 hasta 1879, en la isla de álamos del estanque del molino en Raitz.

El escudo de armas de Nicolás de Salm, Salm-Neuburg

En conmemoración, la promoción del año 2006 de la Academia Militar de Theresian en Wiener Neustadt recibieron una insignia de graduación con el nombre “Graf Salm”.

## En la cultura popular
Salm es la figura central de la novela Die Wiederkehr del autor alemán Wolfgang Hohlbein de la era moderna.
Salm aparece en La sombra del buitre, de Robert E. Howard, donde conoce y aún respeta al caballero caído von Kalmbach.
Bajo el nombre de "Von Salm", figura como un personaje secundario en la novela de Tim Powers, Esencia oscura